# Yekaterina Voronina
Yekaterina Aleksandrovna Voronina (usbekisch, russisch Екатерина Александровна Воронина / Jekaterina Alexandrowna Woronina; * 16. Februar 1992 in Taschkent) ist eine usbekische Leichtathletin, die sich auf den Siebenkampf spezialisiert hat. 2014 siegte sie bei den Asienspielen und wurde 2015, 2019 und 2023 Asienmeisterin im Siebenkampf und zählt damit zu den erfolgreichsten usbekischen Leichtathletinnen.

## Sportliche Laufbahn
Ihren ersten internationalen Wettkampf bestritt Yekaterina Voronina bei den Jugendweltmeisterschaften 2009 in Brixen, bei denen sie im Speerwurf mit 46,13 m in der Qualifikation ausschied. 2013 nahm sie erstmals an den Asienmeisterschaften im indischen Pune teil und gewann dort mit 5599 Punkten die Silbermedaille hinter der Thailänderin Wassana Winatho. Im Jahr darauf wurde sie bei den Hallenasienmeisterschaften in Hangzhou mit 3919 Punkten Vierte. Im Herbst siegte sie bei den Asienspielen im südkoreanischen Incheon mit 5912 Punkten vor der Chinesin Wang Qingling und ihrer Landsfrau Yuliya Tarasova. 2015 gewann sie bei den Asienmeisterschaften in Wuhan mit 5689 Punkten ebenfalls die Goldmedaille und qualifizierte sich damit auch für die Weltmeisterschaften in Peking, bei denen sie mit 5704 Punkten den 24. Platz belegte. 
2016 siegte sie bei den Hallenasienmeisterschaften in Doha mit neuem Usbekischem Rekord von 4224 Punkten vor der Iranerin Sepideh Tavakoli. Während der Freiluftsaison qualifizierte sie sich auch für die Olympischen Spiele in Rio de Janeiro, bei denen sie ihren Wettkampf aber nicht beenden konnte. Nachdem sie 2017 wegen einer Schwangerschaft keine Wettkämpfe bestritten hatte, nahm sie 2018 erneut an den Asienspielen in Jakarta teil und wurde dort mit 5826 Punkten Fünfte. Im Jahr darauf siegte sie bei den Asienmeisterschaften in Doha mit einer frühen Weltjahresbestleistung von 6198 Punkten und qualifizierte sich damit für die Weltmeisterschaften im Oktober, die ebenfalls in Katar stattfinden. Dort belegte sie mit 6099 Punkten den zehnten Platz. 2021 verbesserte sie in Usbekistan ihren Landesrekord auf 6346 Punkte und qualifizierte sich damit über die Weltrangliste für die Olympischen Sommerspiele in Tokio, bei denen sie mit 6298 Punkten den zwölften Platz belegte.
2022 wurde sie beim Hypomeetingi in Götzis mit 5984 Punkten 15 und im Jahr darauf siegte sie bei den Hallenasienmeisterschaften in Astana mit neuem Landesrekord von 4386 Punkten im Fünfkampf. Im Juli siegte sie mit 6098 Punkten zum dritten Mal im Siebenkampf bei den Asienmeisterschaften in Bangkok und anschließend gelangte sie bei den Weltmeisterschaften in Budapest mit 5922 Punkten auf Rang 16. Im Oktober gewann sie bei den Asienspielen in Hangzhou mit 6056 Punkten die Silbermedaille hinter der Chinesin Zheng Ninali.
In den Jahren 2011, 2019 und 2021 wurde Voronina usbekische Meisterin im Siebenkampf.

## Persönliche Bestleistungen
- Siebenkampf: 6346 Punkte, 29. Mai 2021 in Taschkent (usbekischer Rekord)
  - Fünfkampf (Halle): 4386 Punkte, 10. Februar 2023 in Astana (usbekischer Rekord)
- Speerwurf: 53,53 m, 23. April 2019 in Doha